# Tapiena acutangula
Tapiena acutangula är en insektsart som först beskrevs av Brunner von Wattenwyl 1878.  Tapiena acutangula ingår i släktet Tapiena och familjen vårtbitare. Inga underarter finns listade i Catalogue of Life.